# Acrolophus scopodes
Acrolophus scopodes är en fjärilsart som beskrevs av Edward Meyrick 1913. Acrolophus scopodes ingår i släktet Acrolophus och familjen Acrolophidae. Inga underarter finns listade i Catalogue of Life.